# 닥터 슬럼프 (애니메이션)
《닥터 슬럼프》(일본어: ドクタースランプ)는 1980년부터 1984년까지 주간 소년 점프에 연재되었던 토리야마 아키라의 만화 「닥터 슬럼프」를 원작으로 제작된 애니메이션이다. Dr. 슬럼프 아라레쨩이 종영된 지 약 11년 9개월이 지난 1997년 11월 26일에 후지 TV에서 첫 방영을 시작하여 666일 뒤인 1999년 9월 22일에 종영되었다. 원작 만화인 닥터 슬럼프와 1981년 제작된 애니메이션인 Dr. 슬럼프 아라레쨩, 여러 닥터 슬럼프 극장판 시리즈들에 비해 캐릭터 디자인에 많은 변화가 있었다. 무엇보다도, 당시의 다른 애니메이션들과는 달리 셀화와 현상 처리를 이용하지 않는 풀 디지털 기술을 이용하여, 당시의 다른 애니메이션들에 비해 채도가 높고 가장자리가 뚜렷한 고화질로 제작되었다. Dr. 슬럼프 아라레쨩의 후속작이라는 이유로 닥터 슬럼프 리메이크 버전으로 불리기도 한다.

## 개요
펭귄 마을에 사는 발명가인 노리마키 센베는 어느 날 자신의 집안일을 도와줄 가사 도우미의 필요성을 느끼게 되어, 예쁘고 몸매가 뛰어난 가사 도우미 로봇 '아라레'를 개발하게 된다. 로봇 개발을 위해 필요한 모든 데이터의 작성을 마친 센베는 본체 제작 작업에 착수하기 위해 레버를 당기던 찰나, 당시 좋지 않았던 날씨로 인해 지붕 위에 벼락이 떨어지게 된다. 뜻 밖의 낙뢰 사고로 인해 로봇 개발 장치가 결함을 일으키게 되고, 결국 센베가 당초 계획했던 예쁘고 몸매가 뛰어난 가사 도우미 로봇 '아라레' 대신 꼬마 로봇 아라레가 탄생하게 된다. 총 74부작으로 구성된 이 애니메이션은 천재 발명가 센베와 그가 개발한 로봇인 아라레, 그리고 그들의 주변 인물들의 좌충우돌 일상을 그려낸 애니메이션이다.

## 주제가

#### 오프닝
- 1화~28화: 「顔でか一い」(얼굴이 커) - Funta 노래
- 29화~61화: 「Hello, I Love You」- YURIMARI 노래
- 62화~74화: 「アラレ! パラレ!」(아라레! 파라레!) - Dr. Slump All Stars 노래

#### 엔딩
- 1화~33화: 「鼻毛がちょっととびだしている」(콧털이 조금 삐져나와 있어) - Funta 노래
- 34화~45화: 「Let Me Go!」 - Favorite Blue 노래
- 46화~74화: 「あなたがいて わたくしがいて」(당신이 있고 내가 있고) - 쿠마이 모토코(오봇차만 성우) 노래

#### 한국어판 주제가
- 「닥터 슬럼프」 : 김주희 씨가 작사하고 방용석 씨가 작곡 및 편곡한 곡으로, 장숙희 씨와 정여진 씨가 보컬을 담당하였다. MBC, 애니원에서 오프닝 및 엔딩으로 사용되었으며, 투니버스에서는 오프닝으로만 사용되었다.
- 「당신이 있고 내가 있고」: 일본 원판의 세 번째 엔딩 곡인 「あなたがいて わたくしがいて」(당신이 있고 내가 있고)의 한국어 역사 버전으로, 아리 역을 맡은 김서영 성우가 보컬을 담당하였으며, 미리 역을 맡은 이용신 성우가 코러스를 담당하였다. 투니버스에서 엔딩으로 사용되었다.
- 「닥터 슬럼프」(퀴니): 일본 원판의 두 번째 오프닝 곡인 「Hello, I Love You」의 개사 버전으로, 퀴니 닥터 슬럼프에서 오프닝으로 사용되었다.

## 한국어판
대한민국에서는 2000년 5월 17일부터 11월 6일까지 매주 수·목요일 오후 5시 15분에 MBC에서 방영되었고, 그 후로 2004년에 투니버스, 2007년에 애니원에서 각각 방영되었다. 한국어판을 제작했던 MBC는 공중파 방송사로서, 심의 규정에 의한 제약이 컸던 관계로 다수의 방영분이 부득이하게 삭제되거나 일부 편집되어 총 37부만 방영되었고, 이를 투니버스와 애니원에서 그대로 공급받아 재방영하였다. 이후, 온미디어 계열의 유료 방송 채널인 퀴니에서는 MBC에 의해 삭제·편집 되었던 방영분의 일부를 한국어판으로 제작하여 방영하였다.